# (27421) Nathanhan
(27421) Nathanhan est un astéroïde de la ceinture principale.

## Description
(27421) Nathanhan est un astéroïde de la ceinture principale. Il fut découvert le 3 mars 2000 à Socorro (Nouveau-Mexique) par le projet LINEAR. Il présente une orbite caractérisée par un demi-grand axe de 2,74 UA, une excentricité de 0,15 et une inclinaison de 5,6° par rapport à l'écliptique.

## Compléments